# Chambray-lès-Tours
Chambray-lès-Tours település Franciaországban, Indre-et-Loire megyében. Lakosainak száma 11 877 fő (2022. január 1.). Chambray-lès-Tours Esvres, Joué-lès-Tours, Larçay, Saint-Avertin, Tours és Veigné községekkel határos.

## Népesség
A település népességének változása:
| Lakosok száma | 3126 | 7357 | 8190 | 10 526 | 10 881 | 11 144 | 11 578 | 11 880 | 11 956 | 11 877 |
|               | 1968 | 1982 | 1990 | 2006   | 2013   | 2015   | 2017   | 2019   | 2020   | 2022   |